# Iğdır (district)
Iğdır (Azerbeidzjaans: İğdir; Koerdisch: Îdir) is een Turks district in de provincie Iğdır en telt 119.432 inwoners (2007). Het district heeft een oppervlakte van 1431,2 km². Hoofdplaats is Iğdır.

## Etymologie
Het gebied is vernoemd naar de Iğdıroğlu. De Iğdıroğlu behoren tot een tak van de Oğuzen.

## Geschiedenis
Iğdır heeft een lange geschiedenis, die teruggaat tot in de Hurritische tijdperk, 4000 jaar voor Christus. 800 voor Christus maakte het gebied onderdeel uit van de Urartu Koninkrijk. De geschiedenis weerspiegelt zich vandaag de dag nog in de vele nederzettingen uit deze periode.
Na de Urartu werd het gebied vervolgens veroverd door de Perzen, Alexander de Grote, Koninkrijk van Armenië, Seleuciden , Parthen , Romeinen en Byzantijnen. In het jaar 646 werd het veroverd door de Arabieren waarna de Turken, Georgiërs en Mongolen 400 jaar lang om heerschappij vochten.
Vanaf 1064 tot 1746 kwam het gebied onder Ottomaans gezag. Het Ottomaanse Rijk was destijds verwikkeld in een langdurig oorlog met buurland Perzië, als gevolg hiervan kwam het gebied in 1746 in handen van het Kanaat van Jerevan, een Perzische vazalstaat in het zuiden van de Kaukasus.
Na de Russisch-Perzische Oorlog tussen 1826-1828 kwam Iğdır met het Verdrag van Turkmenchay onder Russisch bestuur. De zuidelijkste deel van de provincie was echter nog steeds in handen van de Turkse Ottomanen. Na een Russisch-Turkse oorlog tussen 1877-1878 komt Iğdır volledig onder Russisch bestuur. Tegen het einde van de Eerste Wereldoorlog was het hele gebied onder Russische controle, die het bestuur overdroeg aan de Democratische Republiek Armenië. Tijdens de Armeense overheersing vinden er grote slachtpartijen plaats onder de Turkse bevolking. Nadat meer dan 25.000 Turken uit hun dorpen worden verdreven en vermoord, begint de Turkse generaal Kazim Karabekir een offensief om het gebied te bevrijden. Op 16 maart 1921 wordt het Verdrag van Kars met Rusland getekend, waarna Iğdır definitief onder Turks gezag komt.
De bevolkingsontwikkeling van het district is weergegeven in onderstaande tabel.
| 1997   | 2000    | 2007    |
| ------ | ------- | ------- |
| 84.133 | 102.648 | 119.432 |